# Осада Мекиненсы
Осада Мекиненсы (15 мая — 8 июня 1810 года) произошла во время Пиренейских войн, которые являются частью наполеоновских войн. Французская армия в 16 тыс. человек осадила город Мекиненса, расположенный у слияния рек Эбро, Сегре и Синка, примерно в 211 километрах к востоку от Барселоны. Город защищали около 1 тыс. человек под командованием генерала Мануэля Карбона. После трёхнедельной обороны Мекиненса и её замок были захвачены французами.
Хотя стены самой Мекиненсы были старыми и слабыми, её замок располагался на берегу на вершине горы. Военным инженерам Сюше потребовалось две недели, чтобы построить зигзагообразный путь к вершине горы. Как только дорога была подготовлена, французы подвели свои осадные пушки к замку и открыли огонь. Город был взят 5 июня. После восьми дней интенсивной бомбардировки замок был практически в руинах, и генерал Мануэль Карбон сдался. Поскольку Мекиненса был ключевым местом для навигации по Эбро, Сюше использовал город в качестве базы снабжения для последующей осады Тортосы зимой 1810 и 1811 годов.

## Предыстория

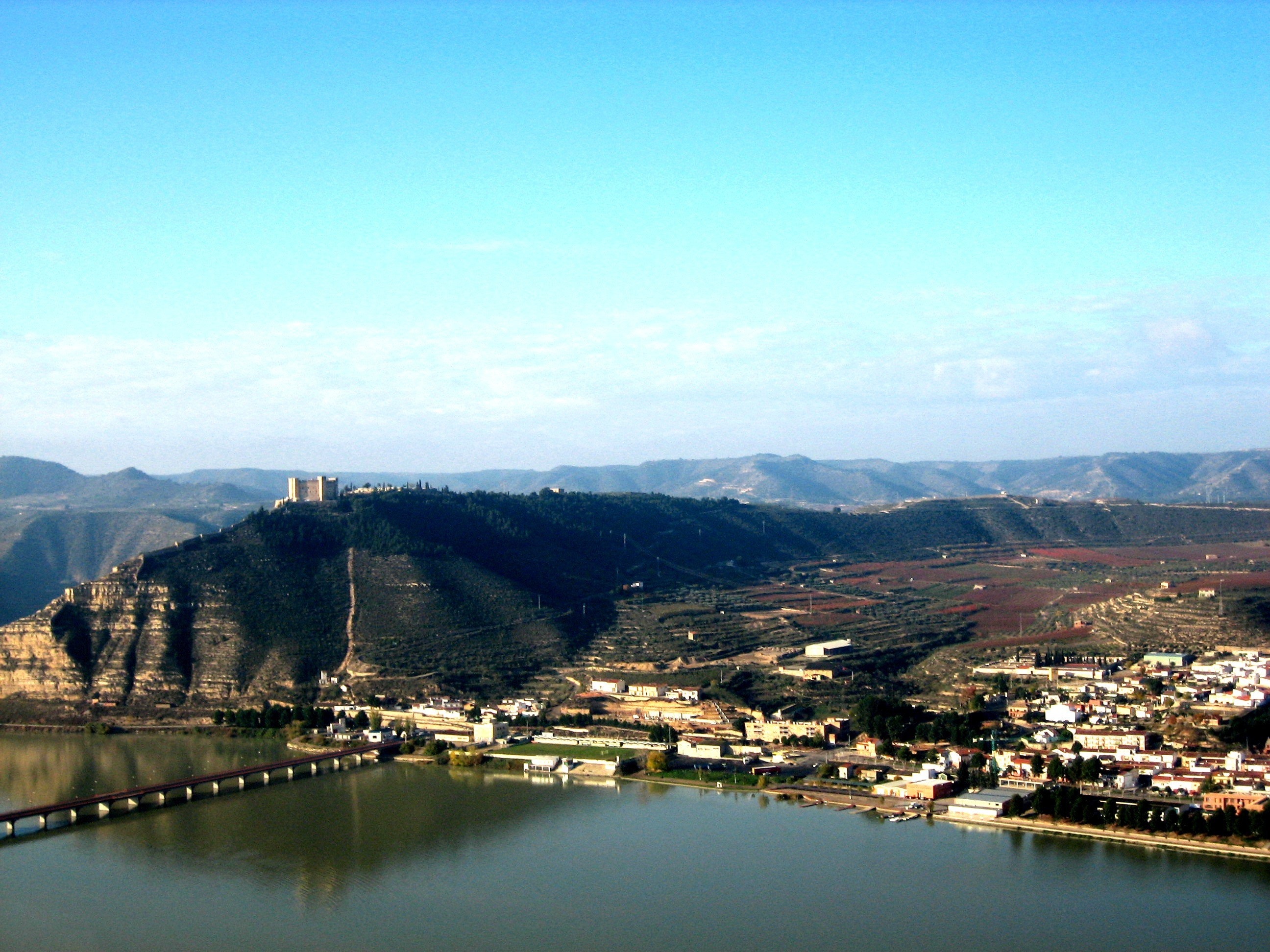
Мекиненса находится на Сегре. На горном отроге виден замок. Эбро течет с запада, вниз по долине за отрогом (не видна на фото).

В то время как в Арагоне формировались политические властные структуры, которые взяли на себя ответственность за оборону страны, войска Палафокса терпели первые неудачи. 8 июня ополчение было разбито в Толедо, а 13 и 14 июня в Мальене и Алагоне. Не в силах остановить французов, Палафокс удалился в Бельчите. Сарагосу защищали весьма немногочисленный силы, состоявшие как из регулярных войск, так и из неопытных добровольцев, среди которых были целые роты, присланные из Мекиненсы для обороны города. Несмотря на это, Сарагосе какое-то время удавалось выдержать атаки французов благодаря мужеству арагонцев и излишней самоуверенности французов.
5 июня мэр Мекиненсы пишет губернатору Арагона, информируя его о ходе призыва молодежи на службу. Две недели спустя Педро Наварро, губернатор замка Мекиненса и города, отправляет Палафоксу отчет о состоянии обороны города, указывая, что у него нет ни пушек, ни винтовок, ни пороха, так как всё это было отправлено в Тортосу несколько лет назад. Также Наварро указывает, что во время столкновения с французскими войсками близ Сарагосы погибло восемь жителей города. Вероятно, они были частью одной из рот, созданных горожанами для защиты столицы. В конце января 1809 года Франсиско Палафокс, брат генерал-капитана Арагона, прибыл в город для реорганизации войск.

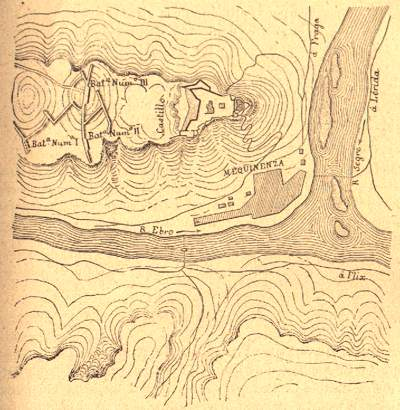
Французская карта замка Мекиненса.

Падение Сарагосы позволило французов начать наступление на Арагон, одной из главных целей которого был захват Мекиненсы, являющегося воротами в Каталонию, Средиземное море и Пиренеи. Лоренцо Кальво де Розас предложил отправить пушки и снаряды в Мекиненсу, чтобы закрыть французам путь в Каталонию.

## Первая осада Мекиненсы
Первая атака на Мекиненсу произошла в середине марта после падения Фраги. Защитники города под командованием полковника Мануэля Карбона отбили её. После этой первой неудачной попытки французское верховное командование изменило стратегию, добиваясь мирной сдачи замка и города. Профранцузский испанский генерал Мариано Домингес послал письмо на имя губернатора города Луиса Вейяна, в котором говорилось:
Люди, уставшие от войны, хотят отдохнуть, и чем упорней будет сопротивление, оттягивающее наступление всеми желанного мира, тем ужасней будут последствия. Моя уверенность в Вашем характере и знание Вашей любви к человечеству убеждают меня, что Вы сможете устранить любое противодействие французскому оружию, дабы тем самым как можно скорее обеспечить мир и дружбу и воспользоваться теми плодами и выгодами, которые они несут.
Из-за сильной нехватки офицеров Луиса Вейяна заменил генерал Блейк, а письмо получил Хуан Антонио Ангуло, который отправил его своему начальству, чтобы продемонстрировать своё осуждение предательство Домингеса и подтвердить верность гарнизона и населения Мекиненсы:
Этот мужественный гарнизон и его жители уверяют вас, что будут до конца защищать город, и у них нет и не было никаких других целей, кроме как победить или умереть в борьбе.

## Вторая осада Мекиненсы
Не сумев совладать с городом мирным путём, французы снова решили действовать военным методом. В мае 1810 года, после захвата Лериды, генерал Сюше, командующий 3-м армейским корпусом, приказал генералу Мюнье атаковать Мекиненсу своей дивизией. Осада началась 19 мая, а через несколько дней войска Мюнье присоединились к войскам бригады Мон-Мари, расположенных на правом берегу Эбро, и войскам генерала Ронья, который усилил осаждающих инженерами, саперами и минёров.
К силам атакующих добавились примерно 5 тыс. человек, четыре инженерные роты и две артиллерийские роты с 14 орудиями. Артиллерию нужно было транспортировать по пути, проложенному полковником инженером Аксо и построенному руками двух тысяч мирных жителей и солдат. Испанские защитники города под командованием полковника Карбона имели в общей сложности около 1,2 тыс. человек.
2 июня французские инженеры уже вырыли траншеи и разместили артиллерийские орудия, чтобы атаковать замок, пока пехота совершала набег на город. Ночью 3 июня испанский гарнизон покинул центр города и укрылся в замке. Несмотря на сопротивление, испанские орудия были уничтожены интенсивным огнём французской пехоты. После 19 дней осады полковник Карбон капитулировал, сдав город и добившись освобождения и ухода офицеров.

## Французская Мекиненса
Захват Мекиненсы был радостно отмечен французскими властями, оккупировавшими Сарагосу. Совет организовал 16 и 17 июня празднества и поручил Мануэлю Исидро де Асед-и-Вильяграса написать об этом книгу под названием «Список торжеств, устроенных в городе Сарагоса 16 и 17 июня 1810 года, дабы отпраздновать радостные новости о завоевании городов Лериды и Мекиненсы имперским оружием, в дар Его Императорского и Королевского Величества Его превосходительству графу Империи Сюше, генерал-губернатору Арагона и генералу третьего корпуса Имперской армии» (исп. Relación de las fiestas que la imperial ciudad de aragoza celebró en los días 16 y 17 de junio de 1810 en señal de regocijo por la conquista de las Plazas de Lérida y Mequinenza por las armas imperiales y en obsequio de S.M.I. y R. y el Excº. Sr. Conde del Imperio Suchet, Gobernador General de Aragón y General en Xefe del tercer Cuerpo del Exercito Imperial).
После оккупации Мекиненса стала частью сети укреплений департамента Бокас-дель-Эбро, служащей для поддержки и снабжения французских войск. Кроме того, стала возможной навигация по Эбро, Сегре и Синке для перевозки войск, продовольствия и боеприпасов в Тортосу, которая часто страдала от нападения партизанских отрядов. Гарнизон замка Мекиненсы часто менялся в зависимости от потребностей; в него входили войска разных национальностей, составляющих наполеоновскую армию.

## Испанская Мекиненса

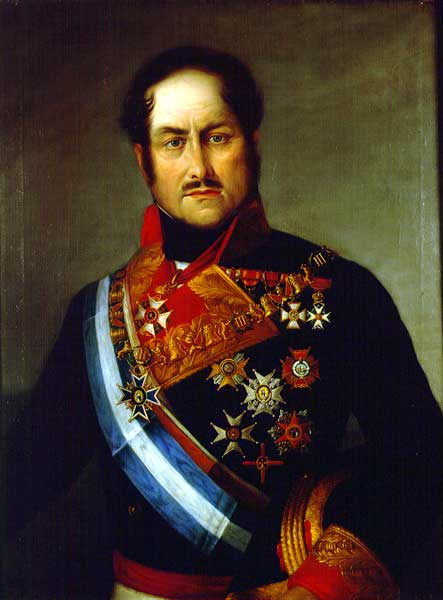
Хуан Ван Хален

После изменения ситуации в 1813 году французский гарнизон генерала Пари получает приказ покинуть столицу и отправиться в Мекиненсу, чтобы встретиться там с войсками генерала Сюше, выведенными в Каталонию с их позиций в Валенсии. Преследуемый войсками Мины, французский генерал не повиновался приказу и ушёл сразу в Хака, бросив большую часть своей артиллерии. В тот же день, когда Пари покинул столицу, была освобождена Сарагоса. В июле 1813 года французский гарнизон Мекиненсы под командованием генерала Буржуа насчитывал 433 человека, 38 артиллерийских орудий, и имел припасов на восемь месяцев.
К тому времени империя Наполеона потеряла Голландию, а британские войска вторглись на французскую территорию. Присутствие французов на Пиренейском полуострове было ограничено различными гарнизонами, запертых в городах и замках. Сюше держал оборону к северу от реки Льобрегат, а англо-испанская армия быстро освобождала города и укрепления от французских гарнизонов.
Мекиненса была освобождена без боя. Несмотря на просьбы генерала Хавьера Элио разрешить ему осаду Мекиненсы и прислать артиллерийское подкрепление, генерал Веллингтон категорически отказался под предлогом, что захват таких городов, как Пеньискола или Сагунто, был куда более необходим, чем захват Мекиненсы. Мирное освобождение Мекиненсы произошло благодаря подполковнику Хоакину Ибаньесу Куэвасу, барону Эролесу. Информация, предоставленная генералом Хуаном Ван Халеном (который некоторое время служил на французской стороне), позволила раскрыть систему шифрования, используемую французским верховным командованием для передачи приказов. Получив эти данные, барон Эролес разработал план, чтобы убедить французских правителей городовТортоса, Лерида, Монсон, Сагунто, Пеньискола и Мекиненса сдаться испанским войскам. В 1814 году он послал фальшивые приказы генералу Буржуа покинуть замок Мекиненса. Уловка сработала, и французские войска покинули замок в первой половине февраля. Оказавшись вдали от Мекиненсы в окружении испанских сил, генерал Буржуа был вынужден сдаться. Капитуляция проходила недалеко от Мартореля и включала в себя передачу всего огнестрельного оружия, боеприпасов, пороха, пушек и лошадей; лишь офицерам было позволено оставить свои мечи. Некоторые из французских солдат гарнизона Мекиненсы использовались для обмена на испанских солдат, находящихся в плену во Франции. 17 февраля над замком Мекиненса снова развевался испанский флаг.
Для французов важность Мекиненсы была такова, что название города фигурирует на Триумфальной арке в Париже наряду с другими городами, завоёванными Наполеоном, такими как Мадрид, Пласенсия или Неаполь.